# Stuart Townsend
Stuart Townsend (n. 15 decembrie 1972, Fingal⁠(d), Irlanda) este un actor irlandez. L-a portretizat pe vampirul Lestat de Lioncourt în ecranizarea Regina blestemaților (2002), după Anne Rice, și pe Dorian Gray în Liga (2003) de Alan Moore. În 2007 a regizat filmul Battle in Seattle.